# Каммінсвілл (Нью-Йорк)
Каммінсвілл (англ. Cumminsville) — переписна місцевість (CDP) в США, в окрузі Лівінгстон штату Нью-Йорк. Населення — 161 особа (2020).

## Географія
Каммінсвілл розташований за координатами 42°34′14″ пн. ш. 77°43′8″ зх. д. / 42.57056° пн. ш. 77.71889° зх. д. (42.570539, -77.718936).  За даними Бюро перепису населення США в 2010 році переписна місцевість мала площу 0,34 км², уся площа — суходіл.

## Демографія
Згідно з переписом 2010 року, у переписній місцевості мешкали 183 особи в 90 домогосподарствах у складі 50 родин. Густота населення становила 539 осіб/км².  Було 92 помешкання (271/км²).
Расовий склад населення:
| - 97,3 % — білих - 0,5 % — азіатів |

До двох чи більше рас належало 1,6 %. Частка іспаномовних становила 0,0 % від усіх жителів.
За віковим діапазоном населення розподілялося таким чином: 15,3 % — особи молодші 18 років, 52,5 % — особи у віці 18—64 років, 32,2 % — особи у віці 65 років та старші. Медіана віку мешканця становила 56,8 року. На 100 осіб жіночої статі у переписній місцевості припадало 77,7 чоловіків;  на 100 жінок у віці від 18 років та старших — 72,2 чоловіків також старших 18 років.
Цивільне працевлаштоване населення становило 28 осіб. Основні галузі зайнятості: будівництво — 39,3 %, виробництво — 32,1 %, освіта, охорона здоров'я та соціальна допомога — 28,6 %.